# Hacker - Soldi facili
Hacker - Soldi facili (Hacker) è un film del 2016 diretto da Aqan Sataev.
Il film è ispirato ad una storia vera.

## Trama
Quando la sua famiglia si trova a dover affrontare alcuni problemi finanziari, il giovane Alex Danyliuk inizia a compiere una serie di furti online con l'aiuto di Sye, un hustler di strada che lo introduce nel mondo del commercio in nero, e Kira, una giovane hacker. Il gruppo diventa ben presto oggetto d'interesse di Z, misterioso individuo mascherato a capo di un'organizzazione nota come DarkWeb, da molto tempo nel mirino dell'FBI.